# Джорджо Ферріні
Джорджо Ферріні (італ. Giorgio Ferrini, * 18 серпня 1939, Трієст — † 8 листопада 1976, Турин) — колишній італійський футболіст, півзахисник. По завершенні ігрової кар'єри — футбольний тренер.
Як гравець насамперед відомий виступами за клуб «Торіно», а також національну збірну Італії.
Дворазовий володар Кубка Італії. У складі збірної — чемпіон Європи. 

## Клубна кар'єра
Вихованець футбольної школи «Понціана» і молодіжних команд клубу «Торіно».
У дорослому футболі дебютував 1958 року виступами за команду клубу Серії C «Варезе».
1959 року повернувся до «Торіно», за який відіграв 16 сезонів.  Більшість часу, проведеного у складі «Торіно», був основним гравцем команди. За цей час двічі виборював титул володаря Кубка Італії. Завершив професійну кар'єру футболіста у 1975 році.

## Виступи за збірну

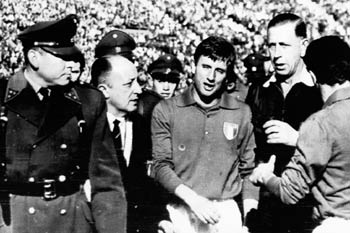
Поліція виводить Ферріні з поля під час «битви в Сантьяго».

1962 року дебютував в офіційних матчах у складі національної збірної Італії. Протягом кар'єри у національній команді, яка тривала 7 років, провів у формі головної команди країни лише 7 матчів. 
У складі збірної був учасником чемпіонату світу 1962 року у Чилі. На цьому турнірі був однією з ключових дійових осіб сумнозвісного матчу групового етапу проти господарів, збірної Чилі, що увійшов в історію світового футболу як «битва в Сантьяго». Вже на 7-й хвилині матчу арбітр зустрічі Кен Астон ухвалив рішення про вилучення Ферріні з гри. Гравець з цим не погодився, і його вдалося вивести з поля лише за допомогою поліції. До завершення гри, багатої на взаємні грубощі і вияви неспортивної поведінки, поліція ще тричі була змушена виходити на поле для вгамування пристрастей. Італійці, що догравали матч удев'ятьох, програли з рахунком 0:2, що врешті-решт не дозволило їм подолати груповий етап змагання.
Був включений до складу збірної на домашньому для італійців чемпіонаті Європи 1968 року, де вони здобули титул континентальних чемпіонів. В рамках цього турніру взяв участь у півфінальному матчі та у першій фінальній грі (завершилася унічию і була проведена повторно).

## Кар'єра тренера
Розпочав тренерську кар'єру відразу ж по завершенні кар'єри гравця, 1975 року, увійшовши до тренерського штабу клубу «Торіно». Наступного року передчасно пішов з життя у віці 37 років через аневризму.
| Дата       | Місто    | Господарі | Результат  | Гості     | Турнір             | Голи | Примітки        |
| ---------- | -------- | --------- | ---------- | --------- | ------------------ | ---- | --------------- |
| 13/05/1962 | Брюссель | Бельгія   | 1 – 3      | Італія    | товариський матч   | -    |                 |
| 31/05/1962 | Сантьяго | Італія    | 0 – 0      | ФРН       | ЧС 1962 - 1-й етап | -    |                 |
| 02/06/1962 | Сантьяго | Чилі      | 2 – 0      | Італія    | ЧС 1962 - 1-й етап | -    | вилучений на 7' |
| 23/12/1967 | Кальярі  | Італія    | 4 – 0      | Швейцарія | Відбір до ЧЄ 1968  | -    |                 |
| 20/04/1968 | Неаполь  | Італія    | 2 – 0      | Болгарія  | Відбір до ЧЄ 1968  | -    |                 |
| 05/06/1968 | Неаполь  | Італія    | 0 – 0 д.ч. | СРСР      | ЧЄ 1968 - півфінал | -    |                 |
| 08/06/1968 | Рим      | Італія    | 1 – 1 д.ч. | Югославія | ЧЄ 1968 - Фінал    | -    |                 |
| Усього     |          | Матчів    | 7          |           | Голів              | 0    |                 |

## Титули і досягнення
- Володар Кубка Італії (2):

«Торіно»:  1967-68, 1970-71
- Чемпіон Європи (1):

1968